# Резвой, Теодор Павлович
Теодор Павлович Резвой (родился 29 мая 1968 года в г. Одесса, УССР) — украинский путешественник, в одиночку пересёкший Атлантический океан в 2001 году на вёсельной лодке. Заслуженный мастер спорта Украины.

## Биография
В 1977 г. школьником снялся в детском художественном фильме Одесской киностудии «Где ты, Багира?» в роли Феди.
По образованию художник и матрос первого класса.
С 1986 по 1988 годы служил в рядах Советской Армии, затем работал в геологических партиях на Памире, художником-декоратором на Одесской киностудии, дизайнером. В настоящее время (2004) является веб-мастером Общества Океанских Гребцов.
Занимался альпинизмом, стрельбой из лука, большим теннисом, волейболом, у-шу, тай-квон-до, айкидо, дзюдо и другими видами спорта. С 3-х лет ездил верхом на лошади и немногим позже впервые сел за весла.

## Путешествия и достижения
В 2001 году совершил одиночный переход на веслах через Атлантический океан, от Канарских островов до Барбадоса. Расстояние по прямой составляет 4678 км (2526 морских миль).
Теодор Резвой был четырнадцатым человеком в мире, кто успешно осуществил подобного рода плавание.
C 11 июля по 11 сентября 2013 года Теодор со своим другом и автомехаником Евгением Стояновым отправились в по маршруту «Одесса — Владивосток — Улан-Батор — Одесса» на 50-кубовых мопедах. Был установлен новый рекорд Книги рекордов Гиннесса за самое дальнее путешествие на мопедах — 14 434км.
Главный редактор Книги рекордов Гиннесса Craig Glenday

Это будет самое длинное путешествие на 50-кубовом скутере. Самое длинный вояж на 50-кубовом мопеде — 12,441.29 км. (7,730.66 миль) — ранее был совершен итальянцем Claudio Torresan, который добрался на мопеде из Шумена, Болгария до Алма-Аты, Казахстан. Это путешествие заняло шесть месяцев: с 25 мая до 25 ноября 2010 года. Ребята замахнулись на серьёзный рекорд.
Главный редактор Книги Рекордов Гиннесса 
Craig Glenday

## Награды и звания
- Кавалер ордена «За мужество» III степени.
- Заслуженный мастер спорта Украины.
- Почётная грамота Кабинета Министров Украины.
- Почётный золотой знак Одесской Обл. Гос. Администрации.
- Медаль «Морская Слава Украины» III степени.
- Высшая награда Партии Зелёных Украины — «Золотий Соняшник»
- Лауреат муниципальной акции «Одессит года».
- Почётный член Ассоциации морских капитанов Одессы.
- Обладатель 2-х рекордов Книги рекордов Гиннесса.